# سس موسیسیان
سُس میکائیلی موسیسیان (ارمنی: Սոս Միքայելի Մովսիսյան؛  زادهٔ ۱۰ نوامبر ۱۹۲۳ - درگذشته ۲۱ ژوئن ۲۰۲۱) ویراستار-ناشر، روزنامه‌نگار، ناشر و مترجم اهل ارمنستان بود.

## زندگی‌نامه
وی در ۱۰ نوامبر ۱۹۲۳ در روستای وارسر به دنیا آمد و از دانشگاه دولتی علوم پرورشی خاچاطور آبوویان ارمنستان فارغ‌التحصیل گشت. همچنین برندهٔ جوایزی همچون مدال طلای وزارت فرهنگ جمهوری ارمنستان، نشان جنگ میهنی (درجه یک) نشان ستاره سرخ و  شده است. وی در ۲۱ ژوئن ۲۰۲۱ در سن ۹۷ سالگی درگذشت.

## یادداشت
1. ↑  Հայրենական պատերազմի I աստիճանի շքանշան